# Sonisphere

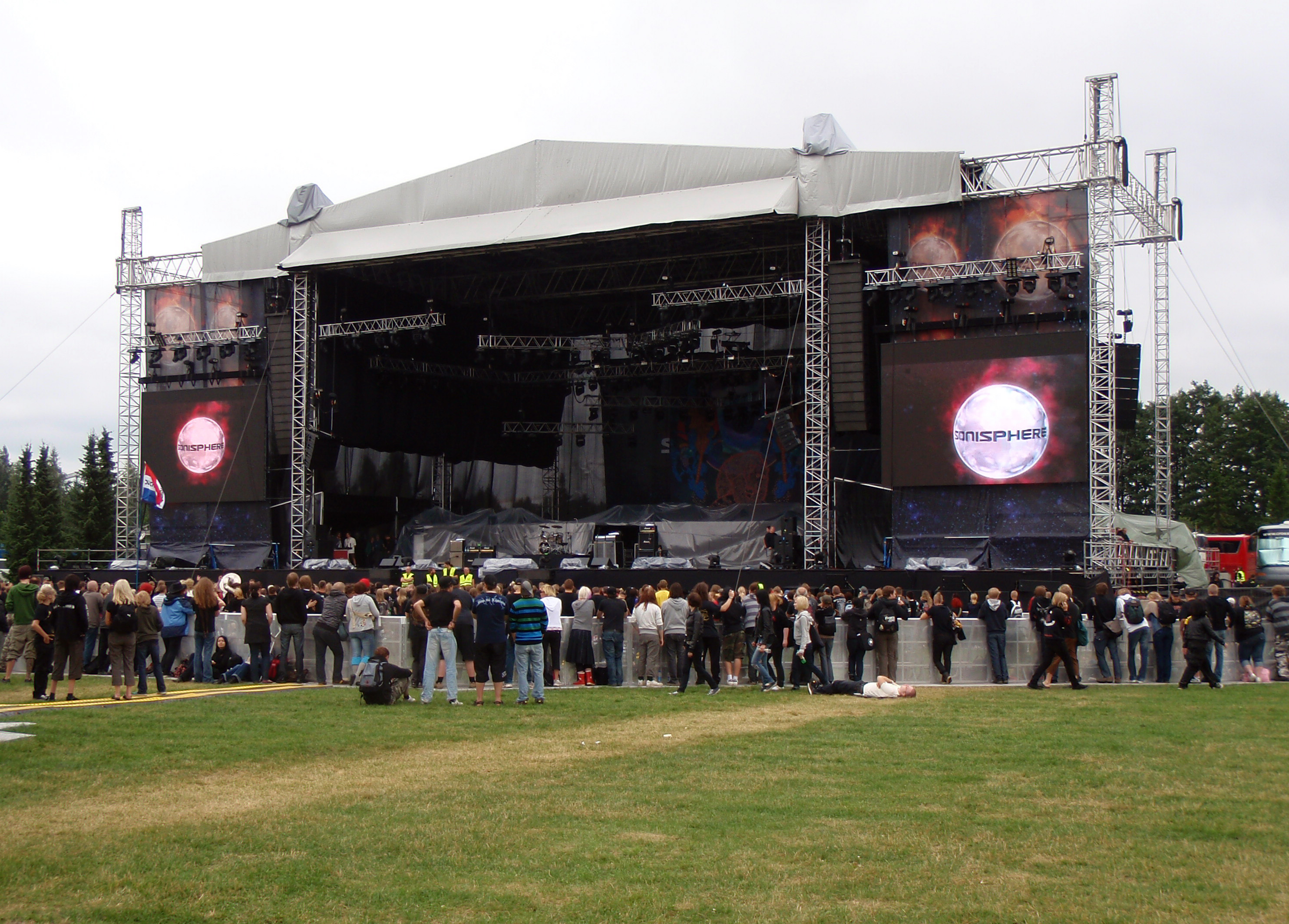
Het hoofdpodium van Sonisphere in Kirjurinluoto, Pori, Finland, 2009.

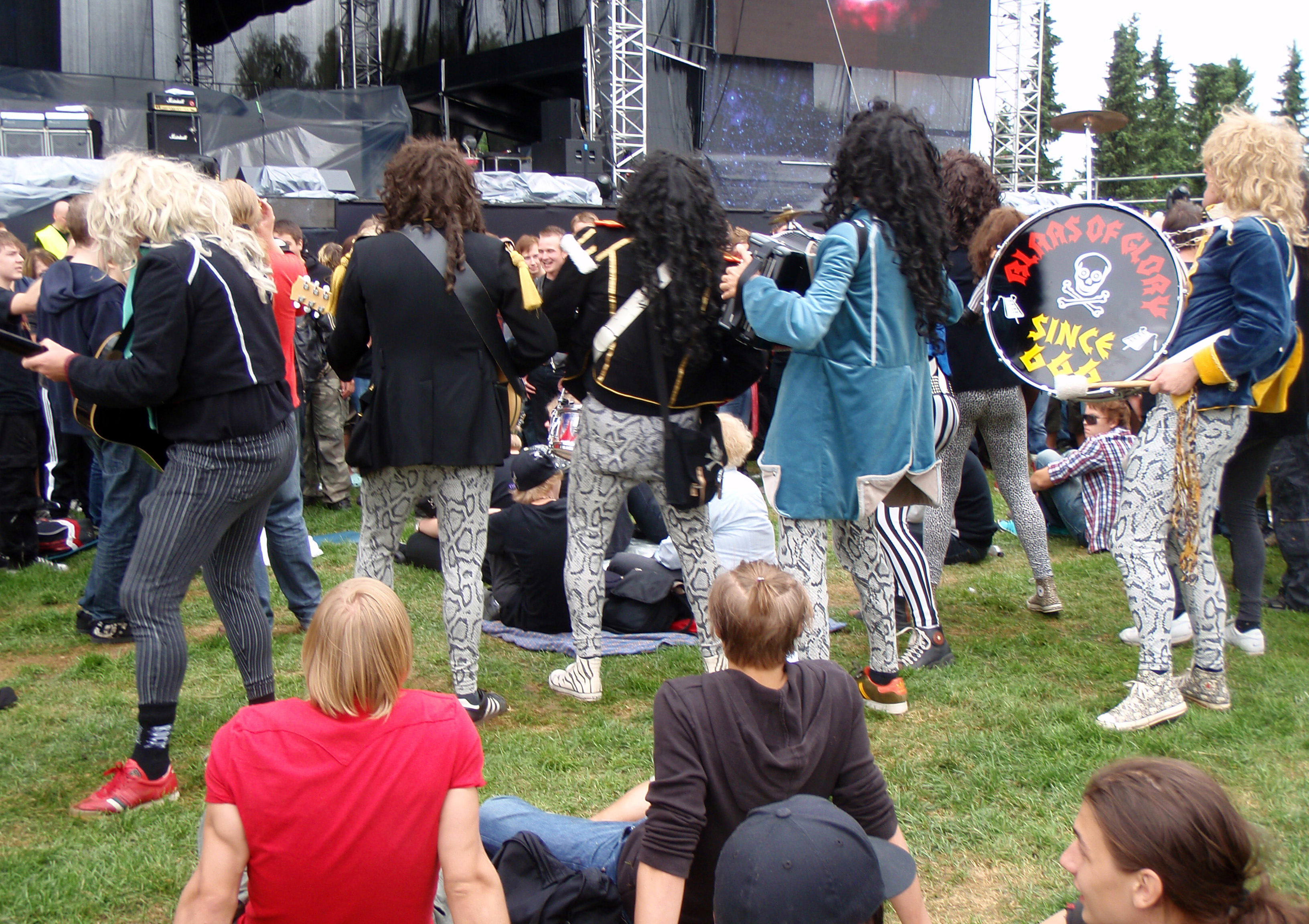
Blaas of Glory speelt tussen het publiek in 2009.

Sonisphere is een reeks muziekfestivals in meerdere landen in Europa in juni 2009, de zomer van 2010 en in de zomer van 2014 en de zomer van 2015.
Het evenement werd bij het ontstaan gesteund door metalband Metallica. Al snel ontstonden plannen om het evenement niet alleen lokaal, maar in vele landen te organiseren en om de Engelse uit te spreiden over drie dagen.

## Sonisphere 2009
De Sonisphere-tour van 2009 was verspreid over zes landen. Telkens was er een kerngroep van bands die op alle festivals speelden, aangevuld met extra bands op elke datum. De headliner was telkens Metallica. 

### Nederland
De Nederlandse editie van Sonisphere vond plaats op zaterdag 20 juni 2009 in het Goffertpark in Nijmegen. De bands die optraden waren onder meer Metallica, Slipknot, Korn, Down, Lamb of God, Kamelot en Pendulum. De optredens van Mastodon en The Sword werden afgezegd. Blaas of Glory verzorgde een optreden tussen het publiek.

### Duitsland
De Duitse editie van Sonisphere vond plaats op zaterdag 4 juli 2009 op de Hockenheimring. De bands die optraden waren Metallica, Die Toten Hosen, The Prodigy, Anthrax, In Extremo, Down, Lamb of God en Mastodon.

### Spanje
De Spaanse editie van Sonisphere vond plaats op zaterdag 11 juli 2009 in het Forum in Barcelona. De bands die optraden waren onder meer Metallica, Slipknot, Lamb of God, Mastodon, Down, Machine Head, Gojira en Blaas of Glory.

### Zweden
De Zweedse editie van Sonisphere vond plaats op zaterdag 18 juli 2009 in het Folkets Park in Hultsfred. De bands die optraden waren onder meer Metallica, Cradle of Filth, Dead by April, Lamb of God, Mastodon, Meshuggah, Machine Head, The (International) Noise Conspiracy, The Cult en The Hives. Het optreden van Anthrax werd afgezegd. 

### Finland

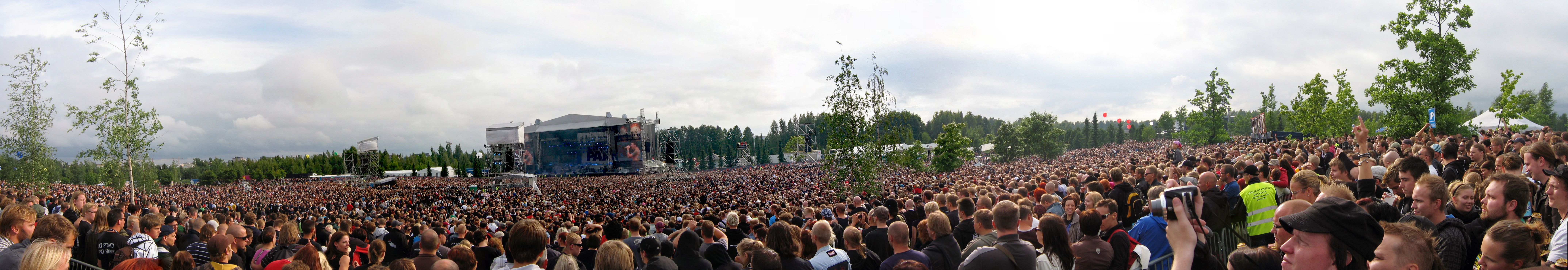
Linkin Park tijdens een optreden op het Sonisphere Festival in Kirjurinluoto, Pori, Finland.

De Finse editie van Sonisphere vond plaats op zaterdag 25 juli 2009 in Kirjurinluoto, Pori. De bands die optraden waren onder meer Metallica, Linkin Park, Machine Head, Turisas, Saxon, Lamb of God en Mastodon. Het optreden van Anthrax werd afgezegd. Machine Head moest haar optreden inkorten nadat gitarist Phil Demmel onwel werd. Blaas of Glory verzorgde een optreden tussen het publiek.

### Verenigd Koninkrijk
De British editie van Sonisphere vond plaats op zaterdag 1 augustus en zondag 2 augustus 2009 in Knebworth. De bands die op zaterdag optraden waren onder meer Linkin Park, Zebrahead, Cancer Bats, Corey Taylor, Lauren Harris, Dead by April, Anthrax, Taking Back Sunday, Alien Ant Farm, Bullet for My Valentine, Airbourne, The Used, Björn Again, Thunder, Oceansize en Twin Atlantic. Blaas of Glory verzorgde op zaterdag een mini-optreden op de "Saturn stage". Thunder speelde na 20 jaar haar laatste optreden ooit.
Op zondag traden onder meer Metallica, Limp Bizkit, Machine Head, Lamb of God, Killing Joke, Avenged Sevenfold, Alice in Chains, Nine Inch Nails, Feeder, Mastodon, Saxon en Paradise Lost op. Deze zondag kende het laatste optreden ooit van de drummer van Avenged Sevenfold voor zijn dood in december 2009.

## Sonisphere 2010
De Sonisphere-tour van 2010 is te zien in 11 Europese landen van 16 juni tot 8 augustus. In tegenstelling tot de editie van 2009 is er geen volledig meereizende headliner, maar wordt deze rol afwisselend opgenomen door Iron Maiden, Metallica en Rammstein.

### Polen
Op 16 juni vond het eerste Sonisphere-festival van 2010 plaats in Warschau, Polen met optredens van onder meer Metallica, Megadeth, Slayer, Anthrax en Behemoth.

### Zwitserland
Het tweede Sonisphere-festival vond plaats op 18 juni in het Degenaupark in Jonschwil. Hier traden onder meer Metallica, Rise Against, Motörhead, Megadeth, Slayer, Stone Sour, Alice in Chains, Bullet for My Valentine, Anthrax, As I Lay Dying, Atreyu, DevilDriver en Volbeat op.

### Tsjechië
Op 19 juni vond het festival plaats in Milovice, Tsjechië, met optrdens van onder meer Metallica, Rise Against, Slayer, Stone Sour, Alice in Chains, Therapy?, Megadeth, Fear Factory, Anthrax, Volbeat en DevilDriver. 

### Bulgarije
Sonisphere in Bulgarije werd in Sofia gehouden op 22 en 23 juni in het Nationale Stadion Vasil Levski. Op zaterdag 22 juni traden Metallica, Slayer, Megadeth en Anthrax op; de dag erna stonden Rammstein, Manowar, Alice in Chains en Stone Sour op het podium.

### Griekenland
Het Griekse Sonisphere-festival vond plaats op 24 juni in Athene met optredens van onder meerMetallica, Megadeth, Slayer, Anthrax, Stone Sour en Bullet for My Valentine.

### Roemenië
In Roemenië werd het Sonisphere-festival tegelijk gehouden met dat in Turkije, namelijk op 25 t/m 27 juni. Deze versie vond plaats in Boekarest. Optredens waren er onder meer van Metallica, Rammstein, Manowar, Slayer, Megadeth, Alice in Chains, Anthrax, Volbeat, Paradise Lost, Stone Sour, Anathema en Orphaned Land.

### Turkije
De Turkse Sonisphere vond plaats op 25 t/m 27 juni in het BJK Inönü Stadion in Istanboel. Optredens waren er onder meer van Metallica, Rammstein, Slayer, Megadeth, Anthrax, Manowar, Alice in Chains, Stone Sour en Volbeat.

### Spanje
De Spaanse editie van Sonisphere vindt ditmaal plaats op 9 en 10 juli in Getafe Open Air inMadrid. Onder meer Rammstein, Faith No More, Slayer, Alice in Chains, Megadeth, Anthrax, Bullet for My Valentine en Volbeat zullen optreden.

### Verenigd Koninkrijk
Op 30 en 31 juli en 1 augustus vindt Sonisphere weer plaats in Knebworth, Engeland. Optredens zullen er zijn van onder meer Alice Cooper, Iron Maiden, Rammstein, Placebo, Good Charlotte, Papa Roach, Alice in Chains, Slayer, Gary Numan, Europe, Turisas, Delain, Mötley Crüe, Skunk Anansie, Apocalyptica, Fear Factory, Soulfly, Iggy & The Stooges, The Cult, 65daysofstatic, Gallows, Corey Taylor, Therapy?, Sick of It All, 
Katatonia, Funeral for a Friend en Rollins. 

### Zweden
In Zweden zal Sonisphere plaatsvinden in Stockholm op 7 augustus met optredens van Iron Maiden, Mötley Crüe, Alice Cooper, Iggy & The Stooges, Slayer, Anthrax en HammerFall.

### Finland
Sonisphere eindigt Finland op 7 en 8 augustus in Pori. Bands die optreden zijn onder meer Iron Maiden, HIM, Mötley Crüe, Alice Cooper, Slayer, Anthrax, The Cult en Iggy & The Stooges.